# Les Tudors
Pour les articles homonymes, voir Tudors.
Les Tudors (The Tudors) est une série télévisée en coproduction américano-canado-irlandaise en 38 épisodes de 52 minutes créée par Michael Hirst, tournée en Irlande, et diffusée entre le 1er avril 2007 et le 20 juin 2010 sur la chaîne américaine Showtime et au Canada sur le réseau CBC.
Au Québec, la série est diffusée à partir du 25 mai 2008 à la Télévision de Radio-Canada ; en France entre le 24 mars 2008 et le 28 février 2011 sur Canal+, depuis le 12 septembre 2009 sur Arte, du 8 septembre au 3 novembre 2012 sur NRJ 12 et début 2015 sur Chérie 25, ainsi qu'en Suisse depuis le 6 mai 2009 sur TSR1.

## Synopsis
« Vous pensez connaître l'Histoire, mais vous n'en savez que la fin. Pour en atteindre le cœur, il faut la reprendre au début. »
La série raconte de manière romancée et librement adaptée de la vérité historique, la vie d'Henri VIII d'Angleterre, son règne et ses mariages successifs.

## Production
La série est coproduite par Peace Arch Entertainment et TM Productions, en association avec la Canadian Broadcasting Corporation (réseau anglais de la SRC) et Showtime Networks. Elle a reçu un investissement de l'Irish Film Industry fourni par le gouvernement de l'Irlande. Les droits de distribution (DVD, télévision, téléphone portable et nouvelles technologies) en dehors des États-Unis et du Canada ont été acquis par Sony Pictures Entertainment en novembre 2006.

## Distribution
| Rôle                         | Acteur                                                               | Saison 1 | Saison 2 | Saison 3 | Saison 4 | Base historique                        |
| ---------------------------- | -------------------------------------------------------------------- | -------- | -------- | -------- | -------- | -------------------------------------- |
| Henri VIII                   | Jonathan Rhys-Meyers (VF : Alexis Victor ; VQ : Alexis Lefebvre)     | ♦        | ♦        | ♦        | ♦        | Henri VIII, Roi d'Angleterre           |
| Les six épouses d'Henri VIII |                                                                      |          |          |          |          |                                        |
| Catherine d'Aragon           | Maria Doyle Kennedy (VF : Danièle Douet ; VQ : Nathalie Coupal)      | ♦        | ♦        |          |          | Catherine d'Aragon                     |
| Anne Boleyn                  | Natalie Dormer (VF : Julie Turin ; VQ : Mélanie Laberge)             | ♦        | ♦        |          |          | Anne Boleyn                            |
| Jeanne Seymour               | Anita Briem                                                          |          | ♦        |          |          | Jeanne Seymour                         |
| Jeanne Seymour               | Annabelle Wallis (VF : Anouck Hautbois ; VQ : Éveline Gélinas)       |          |          | ♦        |          | Jeanne Seymour                         |
| Anne de Clèves               | Joss Stone (VF : Elisabeth Ventura ; VQ : Rose-Maïté Erkoreka)       |          |          | ♦        | ♦        | Anne de Clèves                         |
| Catherine Howard             | Tamzin Merchant (VF : Adeline Chetail)                               |          |          | ♦        | ♦        | Catherine Howard                       |
| Catherine Parr               | Joely Richardson (VF : Laurence Dourlens ; VQ : Valérie Gagné)       |          |          |          | ♦        | Catherine Parr                         |
| Les enfants d'Henri VIII     |                                                                      |          |          |          |          |                                        |
| Duc Henry                    | Zak Jenciragic                                                       | ♦        |          |          |          | Henry FitzRoy                          |
| Princesse Marie              | Blathnaid McKeown                                                    | ♦        |          |          |          | Marie Ire d'Angleterre                 |
| Princesse Marie              | Sarah Bolger (VF : Jessica Monceau ; VQ : Claudia-Laurie Corbeil)    |          | ♦        | ♦        | ♦        | Marie Ire d'Angleterre                 |
| Princesse Élisabeth          | Kate Duggan                                                          |          | ♦        |          |          | Élisabeth Ire d'Angleterre             |
| Princesse Élisabeth          | Claire MacCauley                                                     |          |          | ♦        |          | Élisabeth Ire d'Angleterre             |
| Princesse Élisabeth          | Laoise Murray (VF : Caroline Combes ; VQ : Léa Coupal-Soutière)      |          |          |          | ♦        | Élisabeth Ire d'Angleterre             |
| Prince Édouard               | Eoin Murtagh                                                         |          |          | ♦        | ♦        | Édouard VI                             |
| Prince Édouard               | Jake Hathaway                                                        |          |          |          | ♦        | Édouard VI                             |
| Les membres du Conseil       |                                                                      |          |          |          |          |                                        |
| Charles Brandon              | Henry Cavill (VF : Denis Laustriat ; VQ : Frédéric Paquet)           | ♦        | ♦        | ♦        | ♦        | Charles Brandon, 1er duc de Suffolk    |
| Thomas Cromwell              | James Frain (VF : Jean-Pierre Michael ; VQ : Daniel Picard)          | ♦        | ♦        | ♦        |          | Thomas Cromwell, 1er comte d'Essex     |
| Le duc de Norfolk            | Henry Czerny (VF : Bertrand Liebert ; VQ : Jean-Luc Montminy)        | ♦        |          |          |          | Thomas Howard                          |
| Thomas Boleyn                | Nick Dunning (VF : Jean-Philippe Puymartin ; VQ : René Gagnon)       | ♦        | ♦        |          |          | Thomas Boleyn                          |
| Sir Thomas More              | Jeremy Northam (VF : Bruno Choël ; VQ : Pierre Auger)                | ♦        | ♦        |          |          | Thomas More                            |
| Edward Seymour               | Max Brown (VF : Stéphane Pouplard ; VQ : Benoit Éthier)              |          | ♦        | ♦        | ♦        | Edward Seymour                         |
| Thomas Howard                | Andrew McNair                                                        |          |          | ♦        | ♦        | Thomas Seymour                         |
| La cour d'Henri VIII         |                                                                      |          |          |          |          |                                        |
| Ambassadeur Chapuys          | Anthony Brophy (VF : Fabien Briche ; VQ : Sylvain Hétu)              | ♦        | ♦        | ♦        | ♦        | Eustache Chapuys                       |
| Catherine Brandon            | Rebekah Wainwright / Marcella Plunkett                               | ♦        | ♦        | ♦        | ♦        | Catherine Willoughby                   |
| Thomas Wyatt                 | Jamie Thomas King (VF : Fabrice Josso ; VQ : Philippe Martin)        | ♦        | ♦        |          |          | Thomas Wyatt                           |
| Sir Anthony Knivert          | Callum Blue (VF : Damien Ferrette ; VQ : Tristan Harvey)             | ♦        |          |          |          | Anthony Knivert                        |
| George Boleyn                | Pádraic Delaney (VF : Tristan Petitgirard ; VQ : Martin Watier)      | ♦        | ♦        |          |          | George Boleyn                          |
| Mary Boleyn                  | Perdita Weeks                                                        | ♦        | ♦        |          |          | Mary Boleyn                            |
| Ambassadeur Mendoza          | Declan Conlon (VF : Diego Asencio ; VQ : Luis de Cespedes)           | ♦        |          | ♦        |          | Íñigo López de Mendoza y Zúñiga        |
| Lady Salisbury               | Kate O'Toole                                                         | ♦        |          | ♦        |          | Margaret Pole                          |
| Princesse Margaret Tudor     | Gabrielle Anwar                                                      | ♦        |          |          |          | Marie Tudor / Marguerite Tudor         |
| Lady Blount                  | Ruta Gedmintas                                                       | ♦        |          |          |          | Elizabeth Blount                       |
| Le duc de Buckingham         | Steven Waddington                                                    | ♦        |          |          |          | Edward Stafford                        |
| Anne Buckingham-Hastings     | Anna Brewster / Rachel Kavanagh                                      | ♦        |          |          |          | Anne Stafford                          |
| William Compton              | Kristen Holden-Ried (VF : Vincent Ropion ; VQ : Patrice Dubois)      | ♦        |          |          |          | William Compton                        |
| Thomas Tallis                | Joe Van Moyland                                                      | ♦        |          |          |          | Thomas Tallis                          |
| William Brereton             | James Gilbert                                                        |          | ♦        |          |          | William Brereton                       |
| Lady Rochford                | Joanne King (VF : Marie Giraudon ; VQ : Catherine Bonneau)           |          | ♦        | ♦        | ♦        | Jane Boleyn                            |
| Lady Bryan                   | Jane Brennan                                                         |          | ♦        | ♦        | ♦        | Margaret Bryan                         |
| Sir Francis Bryan            | Alan Van Sprang (VF : Bernard Alane ; VQ : Patrick Chouinard)        |          |          | ♦        |          | Francis Bryan                          |
| Robert Aske                  | Gerard McSorley                                                      |          |          | ♦        |          | Robert Aske                            |
| Lord Darcy                   | Colm Wilkinson                                                       |          |          | ♦        | ♦        | Thomas Darcy, 1er baron Darcy de Darcy |
| Anne Stanhope                | Emma Hamilton (VQ : Ariane-Li Simard-Côté)                           |          |          | ♦        | ♦        | Anne Stanhope                          |
| Ambassadeur de Marillac      | Lothaire Bluteau                                                     |          |          |          | ♦        | Charles de Marillac                    |
| Henry Howard                 | David O'Hara (VF : Pierre-François Pistorio ; VQ : Denis Gravereaux) |          |          |          | ♦        | Henry Howard                           |
| Thomas Culpeper              | Torrance Coombs (VF : Rémi Bichet ; VQ : Hugolin Chevrette)          |          |          |          | ♦        | Thomas Culpeper                        |
| Joan Bulmer                  | Catherine Steadman                                                   |          |          |          | ♦        | Joan Bulmer                            |
| Francis Dereham              | Allen Leech (VF : Damien Witecka)                                    |          |          |          | ♦        | Francis Dereham                        |
| Les ecclésiastiques          |                                                                      |          |          |          |          |                                        |
| Le cardinal Wolsey           | Sam Neill (VF : Michel Papineschi ; VQ : Mario Desmarais)            | ♦        |          |          |          | Thomas Wolsey                          |
| Le cardinal Fisher           | Bosco Hogan                                                          | ♦        | ♦        |          |          | John Fisher                            |
| L'archevêque Cranmer         | Hans Matheson (VF : Damien Boisseau ; VQ : François Godin)           |          | ♦        |          |          | Thomas Cranmer                         |
| Le pape Paul III             | Peter O'Toole (VF : Bernard Dheran ; VQ : Jean-Marie Moncelet)       |          | ♦        |          |          | Paul III                               |
| L'évêque Gardiner            | Simon Ward (VF : Jean Lescot ; VQ : Hubert Gagnon)                   |          |          | ♦        | ♦        | Étienne Gardiner                       |
| Le cardinal de Waldbourg     | Max von Sydow                                                        |          |          | ♦        |          | Othon Truchsess de Waldbourg           |
| Le cardinal Pole             | Mark Hildreth                                                        |          |          | ♦        |          | Reginald Pole                          |
| Autres personnages           |                                                                      |          |          |          |          |                                        |
| François Ier                 | Emmanuel Leconte                                                     | ♦        | ♦        |          |          | François Ier, Roi de France            |

- Les acteurs écrits en gras sont les principaux inscrits au générique d'introduction de la série.
- Les seuls acteurs à apparaître dans les quatre saisons de la série sont : Jonathan Rhys-Meyers dans le rôle du roi Henri VIII d'Angleterre, Henry Cavill dans le rôle de Charles Brandon et Anthony Brophy, dans le rôle secondaire de l'Ambassadeur Eustache Chapuys.
- Le personnage de Marie Tudor, fille aînée du roi Henri VIII, est également présent dans les quatre saisons mais interprété par des actrices différentes. En effet, l'actrice Sarah Bolger n'interprète le personnage qu'à partir de la saison 2. Il en va de même du personnage secondaire Catherine Willoughby, qui est interprété par Rebekah Wainwright (durant les 3 premières saisons) puis par Marcella Plunkett (pour la saison 4).
- Les trois premières épouses d'Henri VIII (Catherine d'Aragon, Anne Boleyn et Jeanne Seymour) font une apparition sous forme de fantômes dans le dernier épisode de la saison 4.

 Source et légende : version québécoise (VQ) sur Doublage.qc.ca

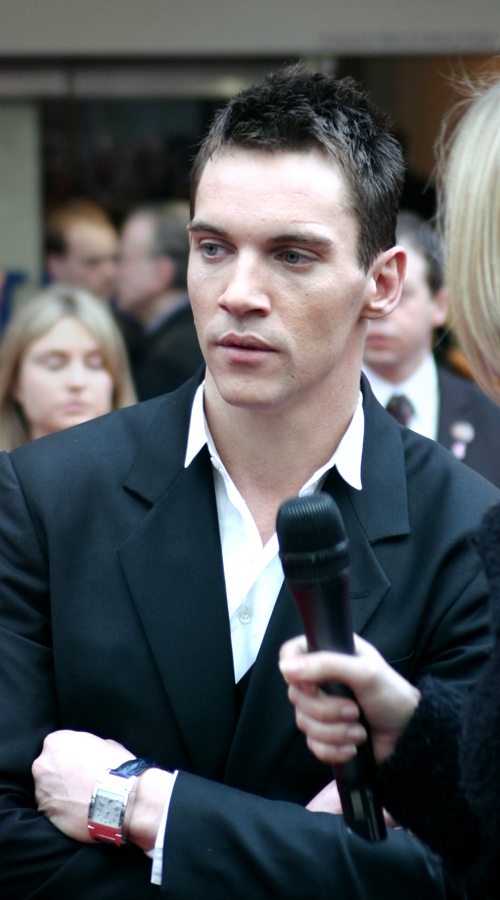
Jonathan Rhys-Meyers interprète Henri VIII
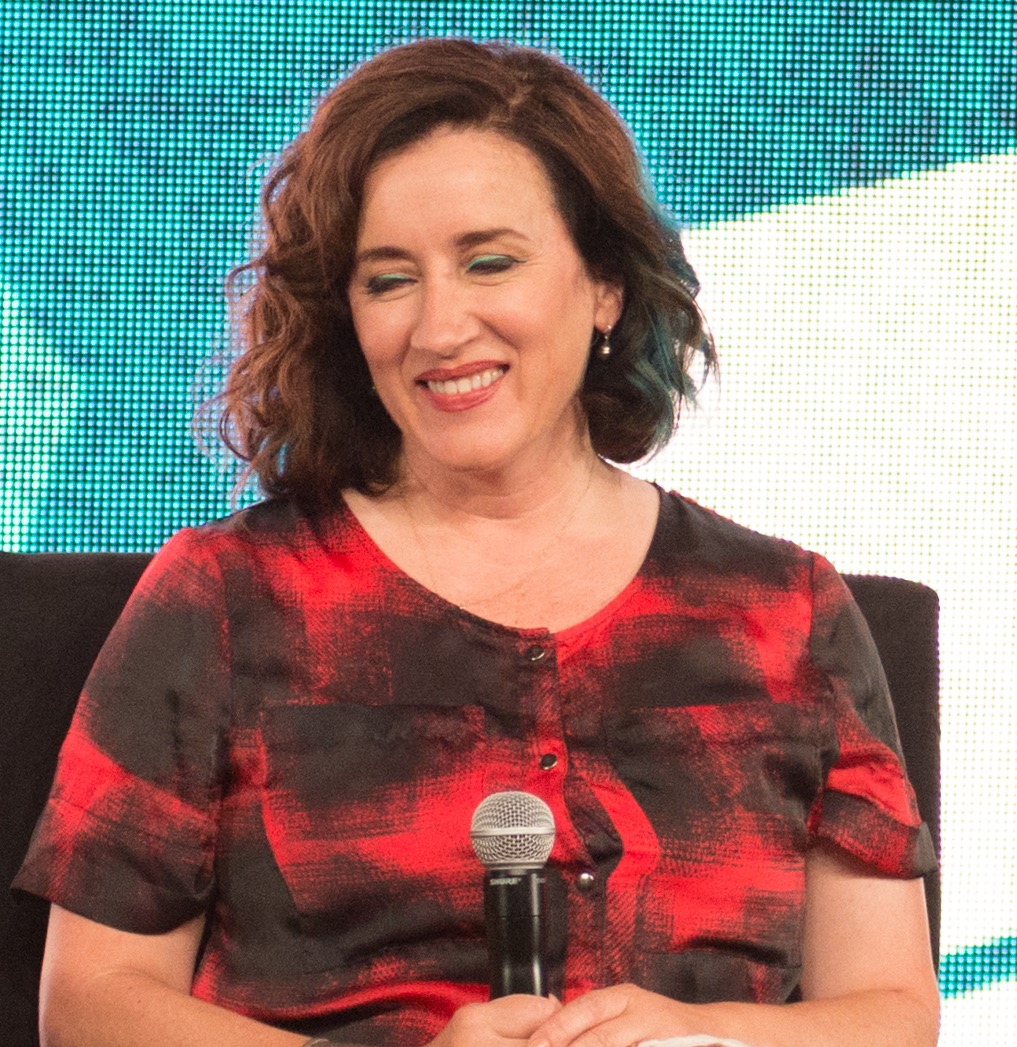
Maria Doyle Kennedy interprète Catherine d'Aragon
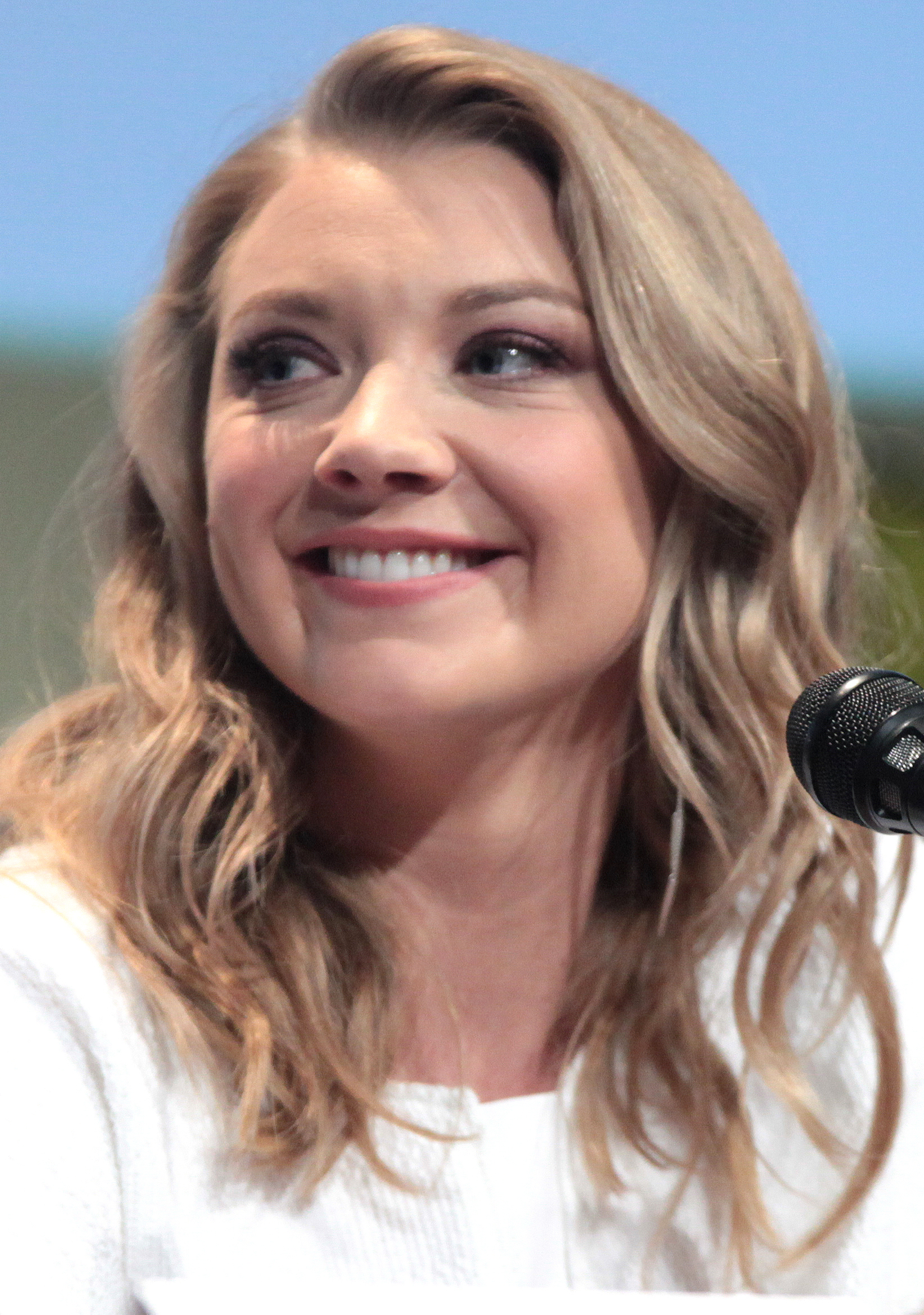
Natalie Dormer interprète Anne Boleyn
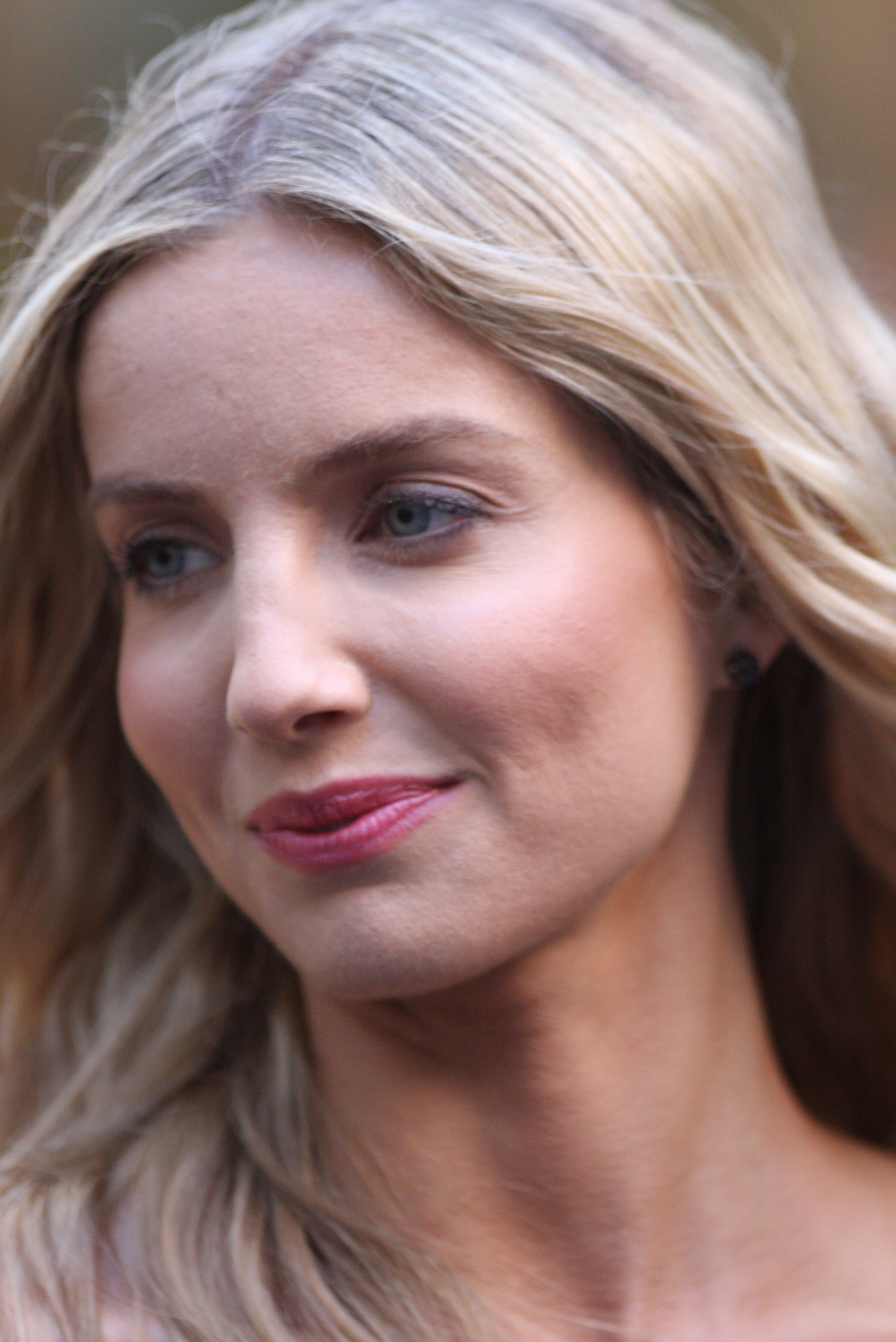
Annabelle Wallis interprète Jane Seymour
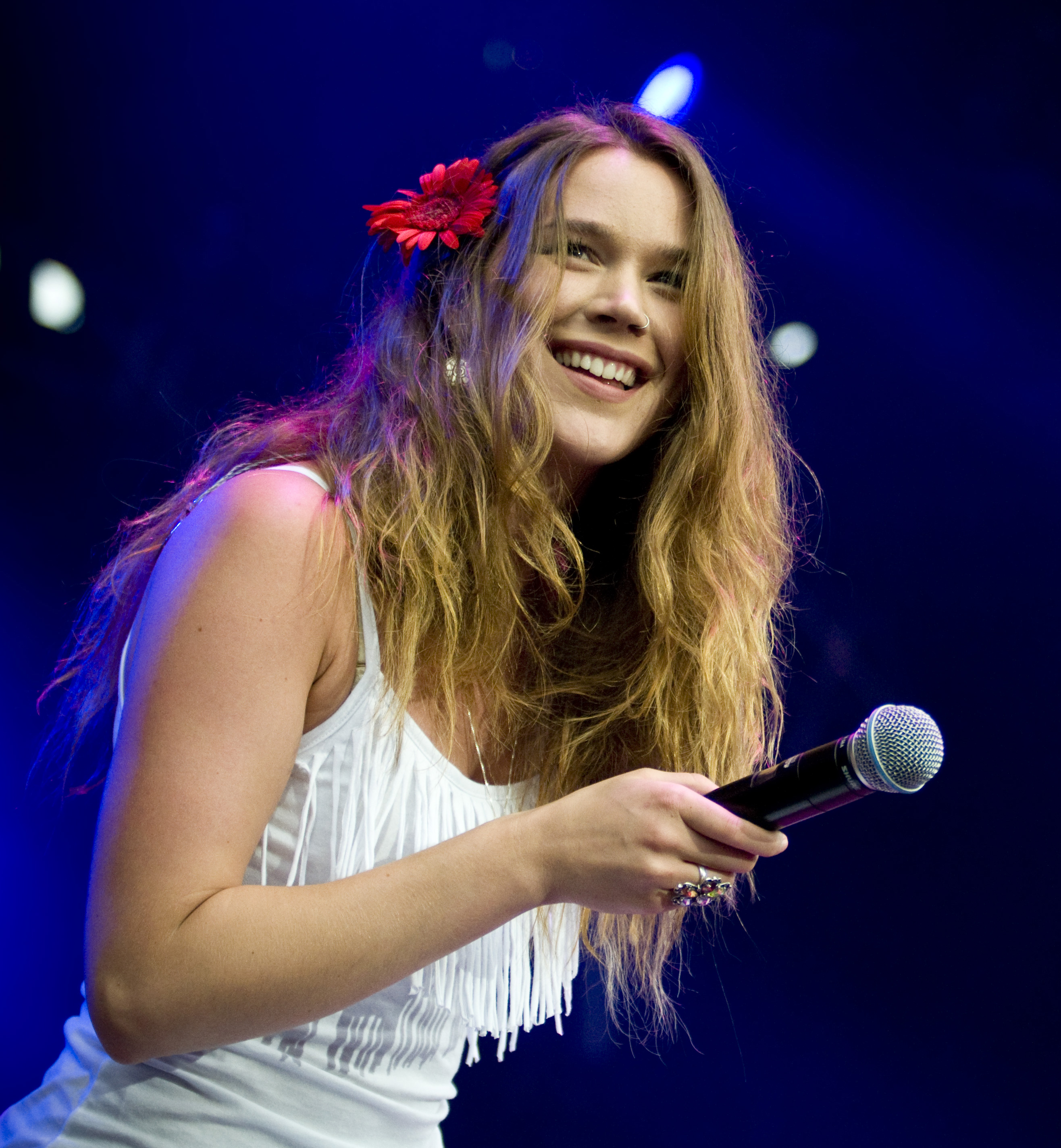
Joss Stone interprète Anne de Clèves
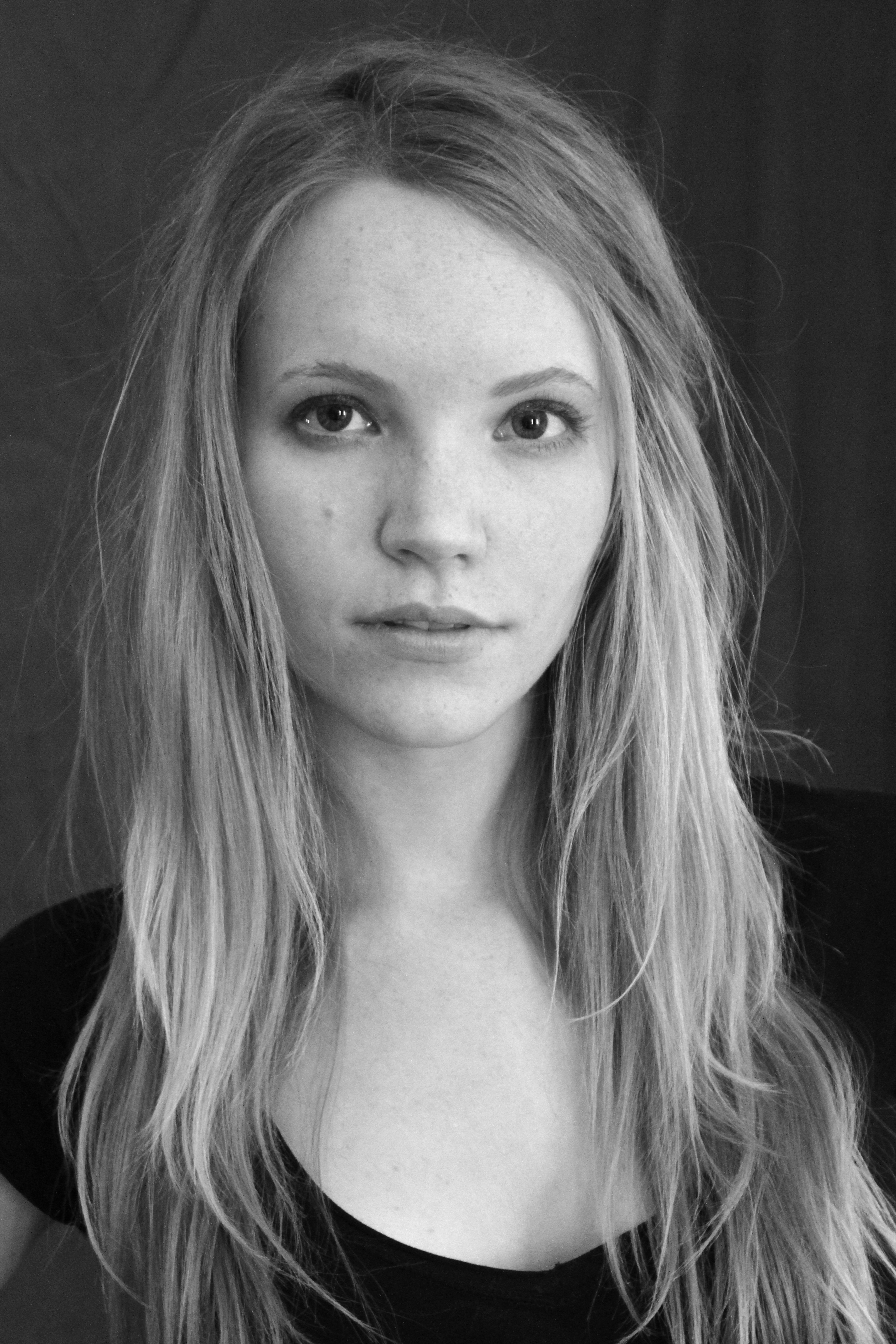
Tamzin Merchant interprète Catherine Howard
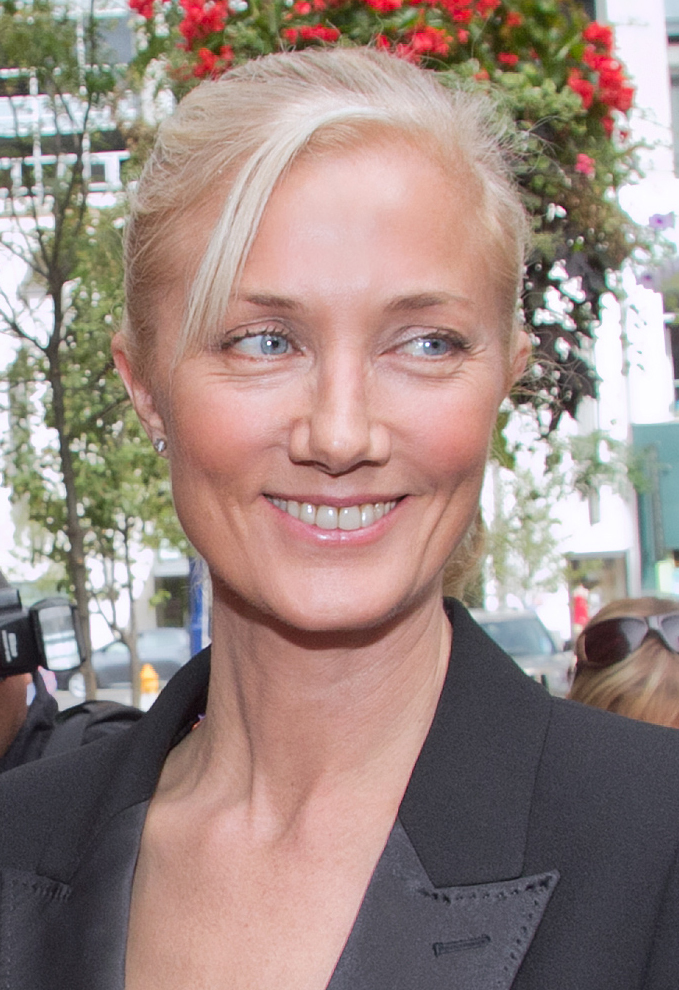
Joely Richardson interprète Catherine Parr
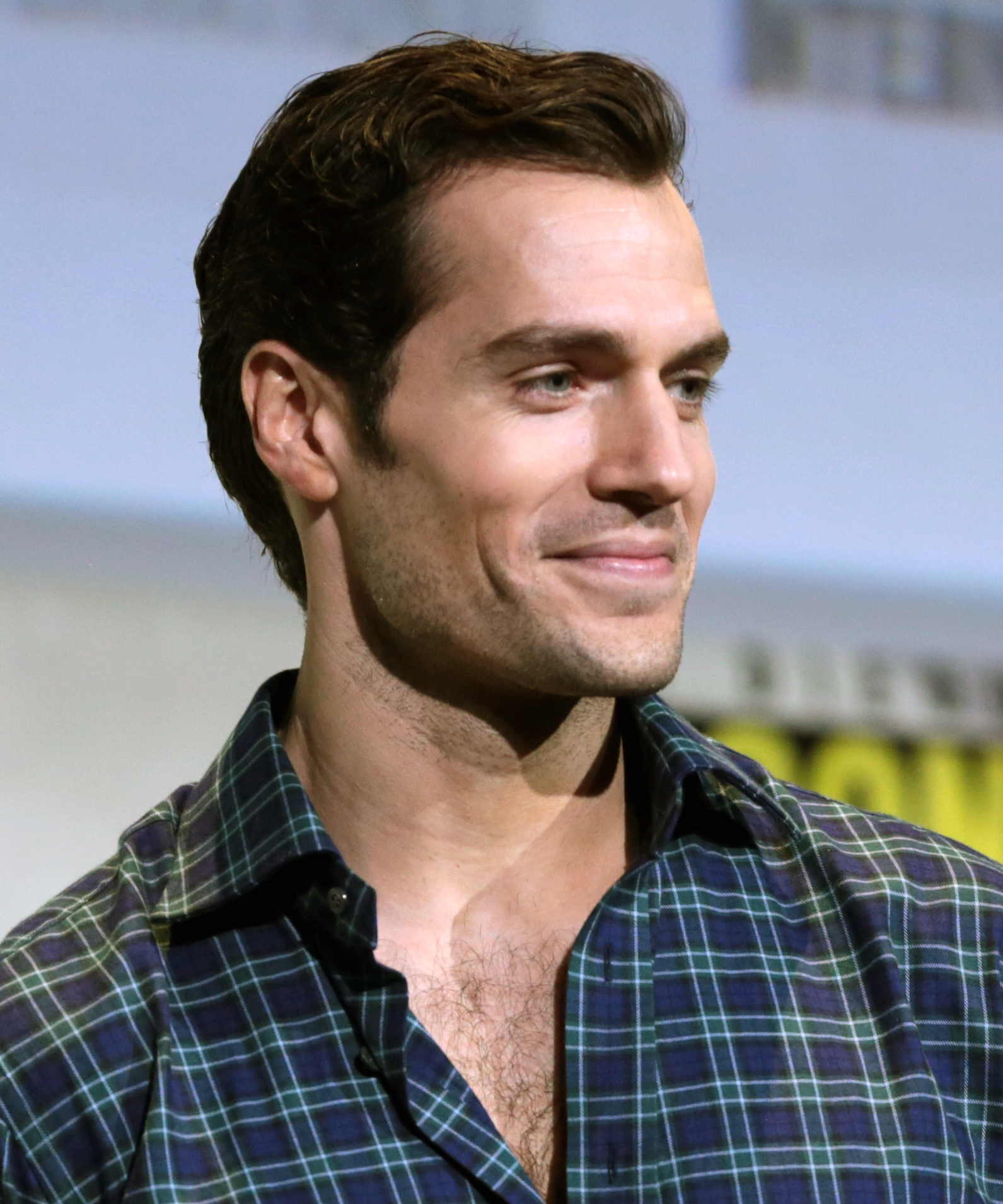
Henry Cavill interprète Charles Brandon
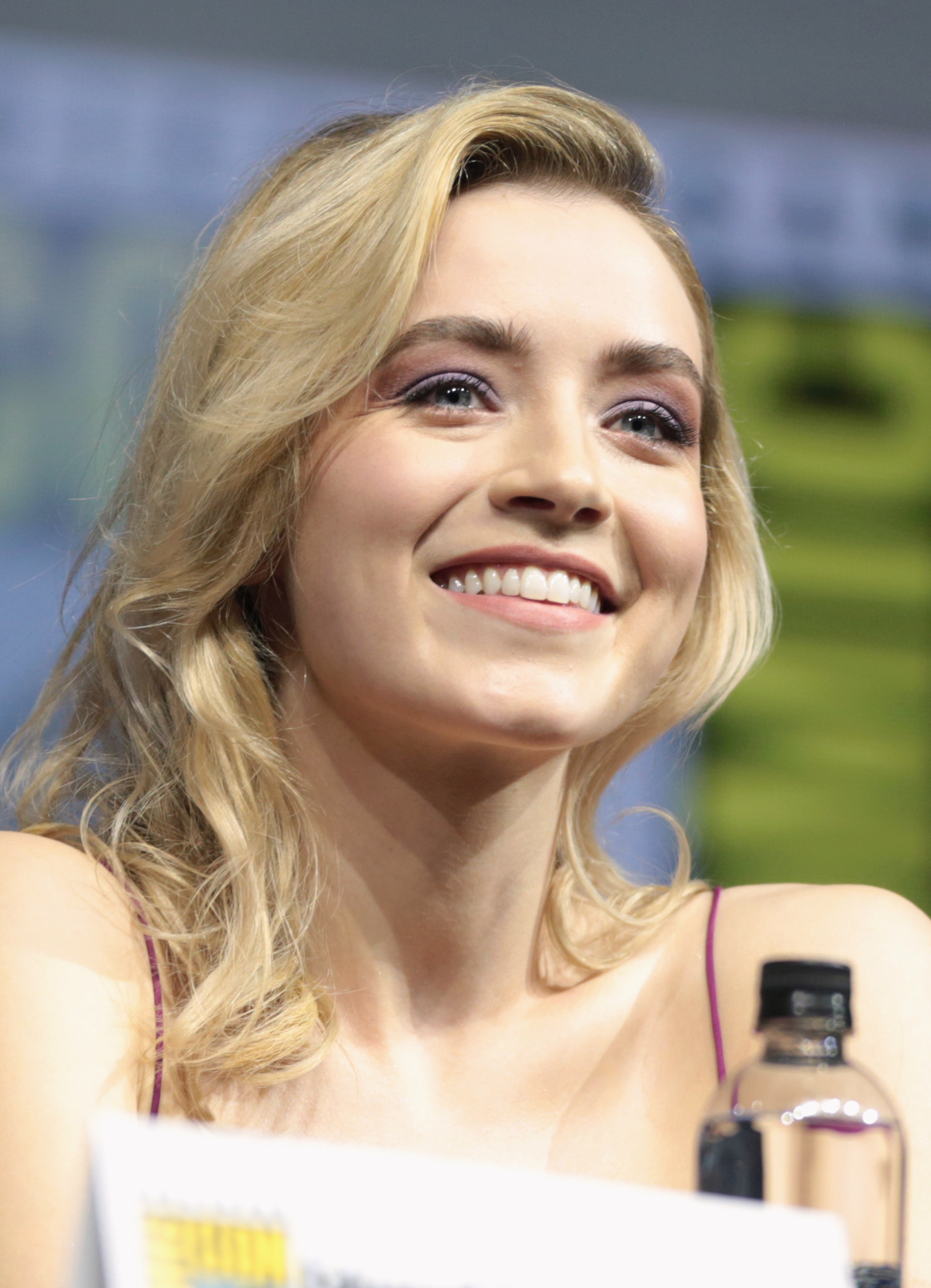
Sarah Bolger interprète Marie Tudor
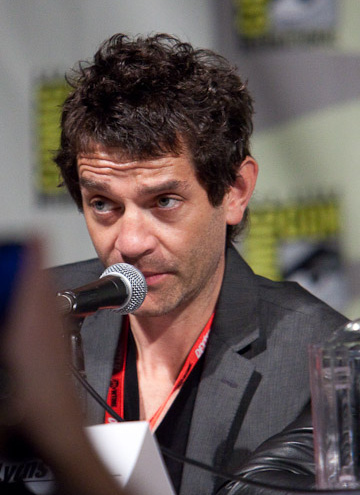
James Frain interprète Thomas Cromwell
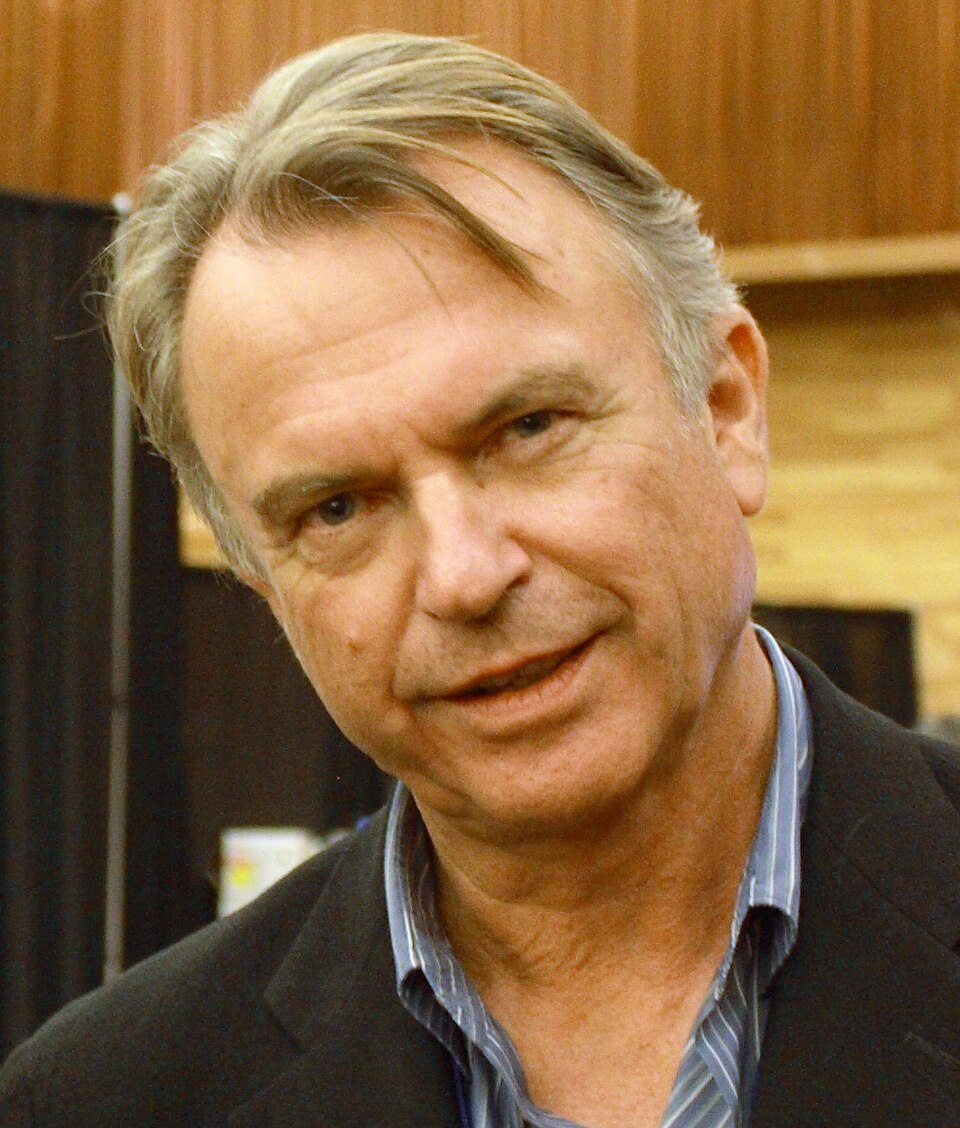
Sam Neill interprète Thomas Wolsey
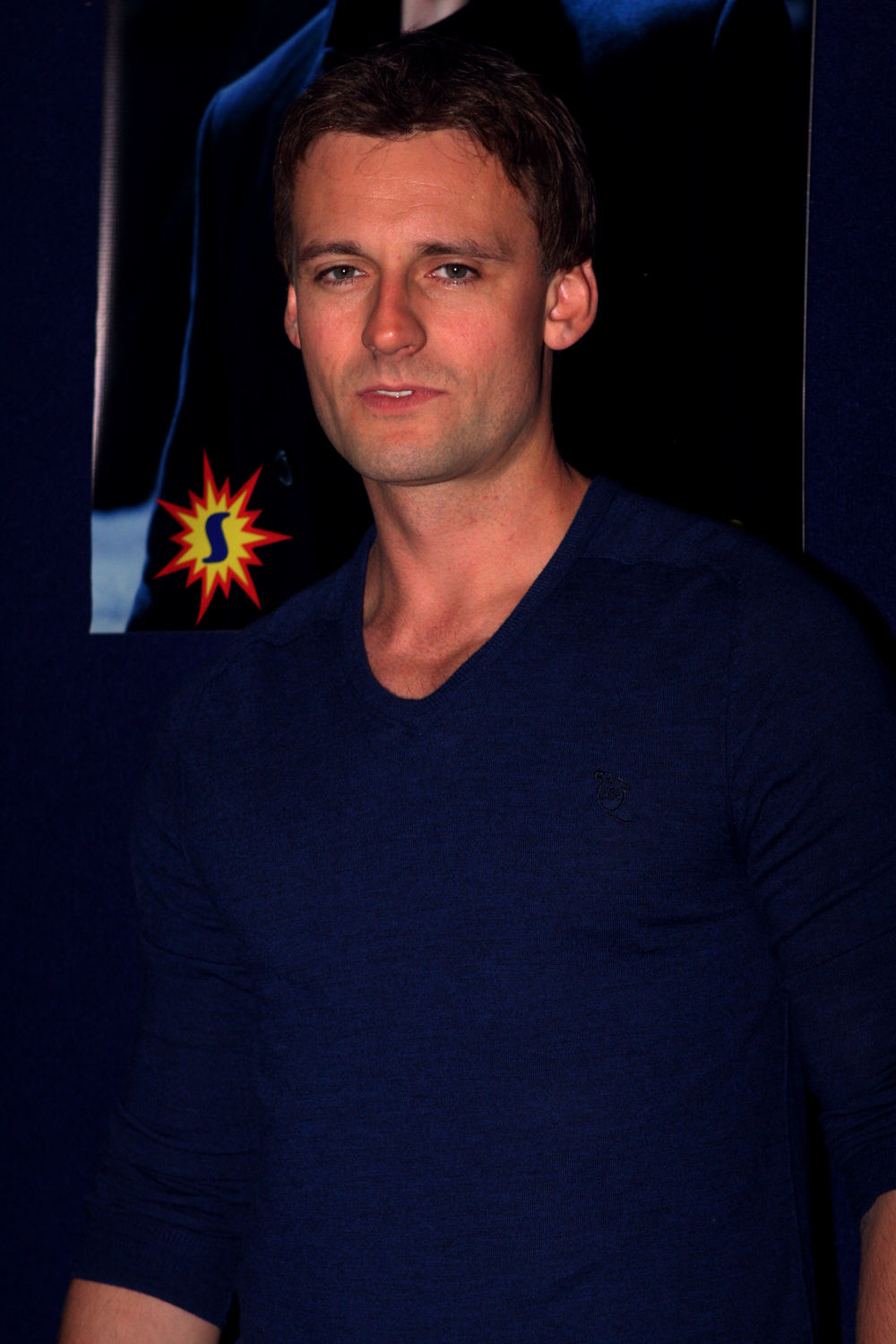
Callum Blue interprète Anthony Knivert
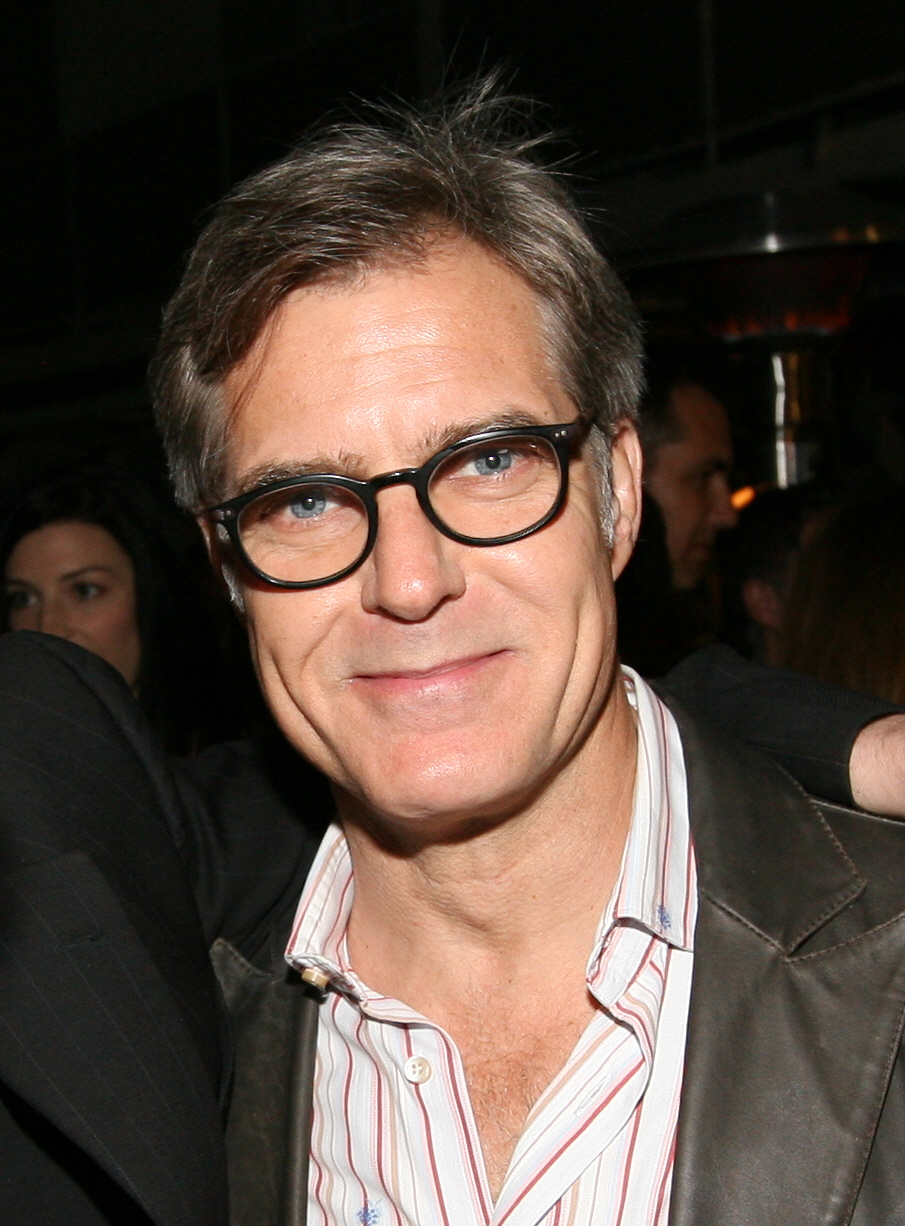
Henry Czerny interprète Thomas Howard
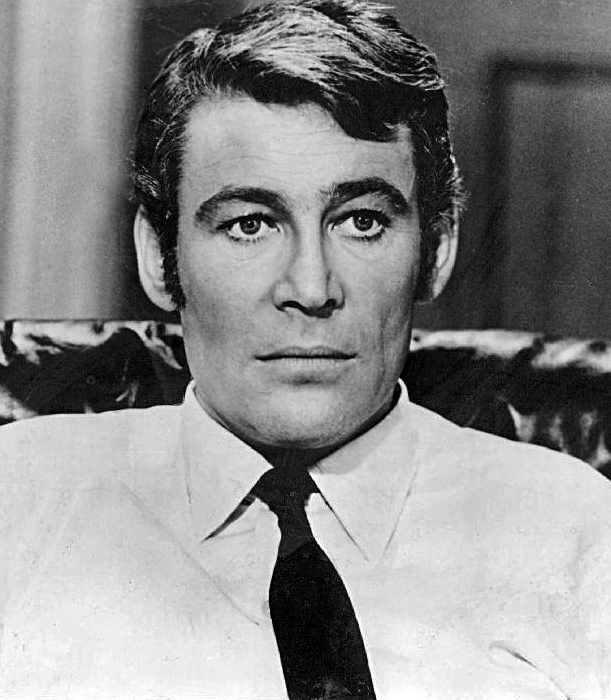
Peter O'Toole interprète Paul III
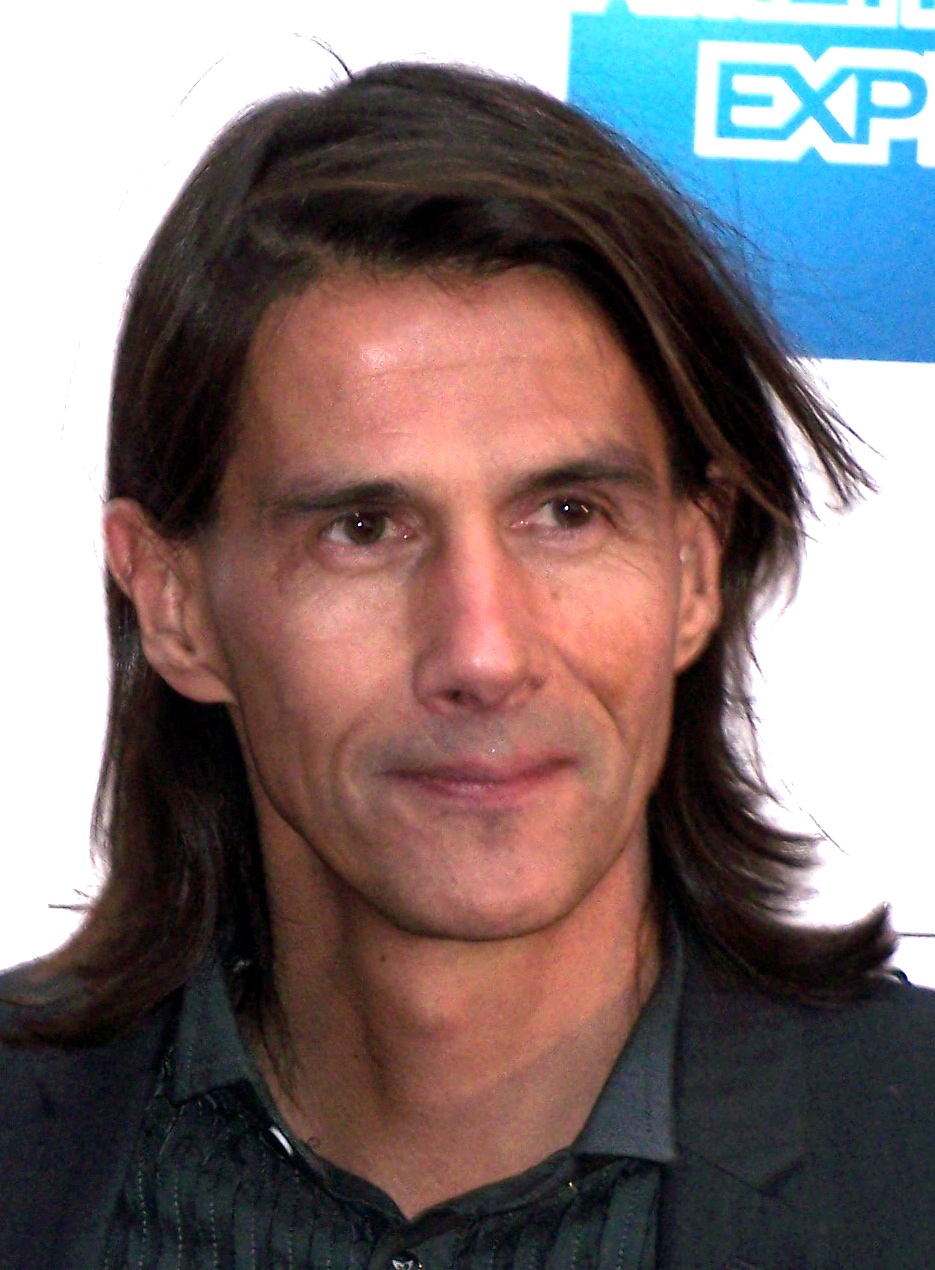
Lothaire Bluteau interprète Charles de Marillac
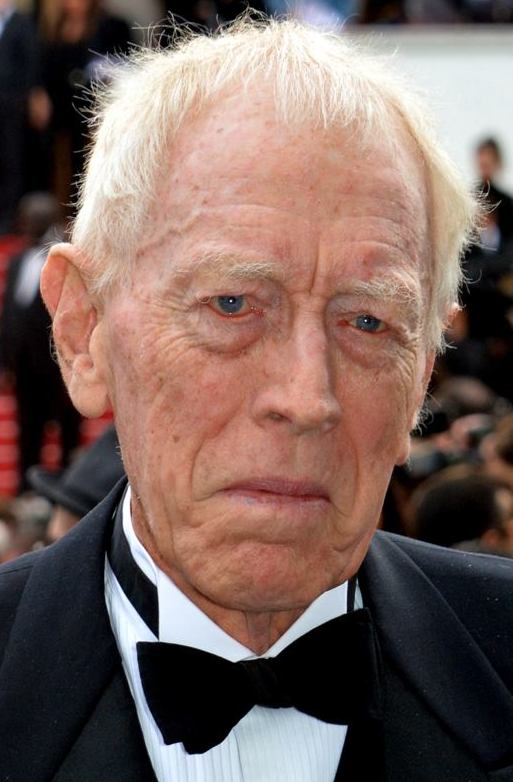
Max von Sydow interprète Othon de Waldbourg
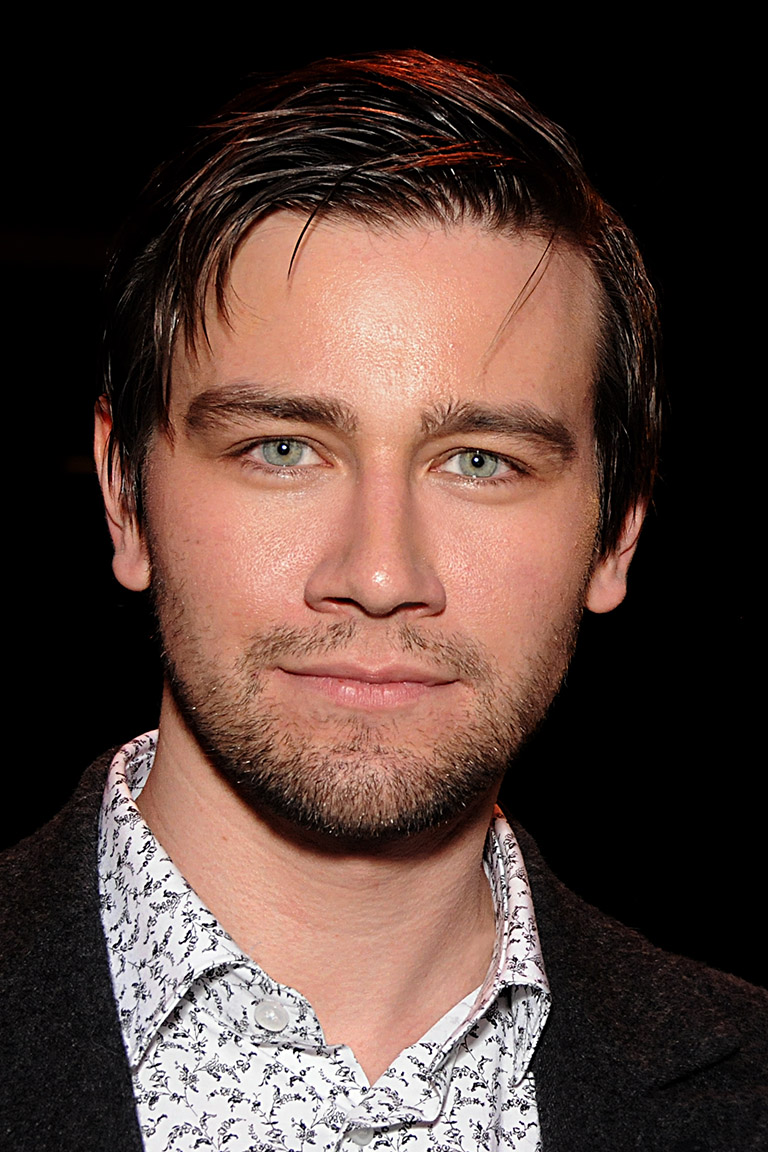
Torrance Coombs interprète Thomas Culpeper

## Épisodes

### Première saison (2007)
1. La paix universelle ? (In Cold Blood)
2. Illusions perpétuelles (Simply Henry)
3. Projets ambitieux (Wolsey, Wolsey, Wolsey !)
4. Prise de conscience (His Majesty, The King)
5. Liaisons dangereuses (Arise, My Lord)
6. Bras de fer (True Love)
7. La Grande Suette (Message to the Emperor)
8. Ainsi sera, grogne qui grogne (Truth and Justice)
9. À bout de patience (Look to God First)
10. La rupture (The Death of Wolsey)

Cette saison voit partir trois des personnages principaux, à savoir le cardinal Thomas Wolsey, Anthony Knivert, et Thomas Howard duc de Norfolk, bien que ce dernier ait été historiquement mêlé aux événements relatés dans les saisons subséquentes.
Les personnages récurrents Margaret Tudor, Thomas Tallis, Elizabeth Blount et Edward Stafford quittent également et définitivement la série pour des raisons historiques et scénaristiques.

### Deuxième saison (2008)
1. Suprématie royale (Everything Is Beautiful)
2. Marquise de Pembroke (Tears of Blood)
3. Un nouvel archevêque (Checkmate)
4. Acte de succession (The Act of Succession)
5. Martyrs (His Majesty's Pleasure)
6. Regrets amers (The Definition of Love)
7. Reine légitime (Matters of State)
8. Amour courtois (Lady In Waiting)
9. Ambitions contrariées (The Act of Treason)
10. Un mariage consumé (Destiny and Fortune)

Cette saison, ce sont les six personnages principaux suivants qui quittent la série, pour des raisons historiques et scénaristiques : les deux reines, Catherine d'Aragon et Anne Boleyn, Thomas Boleyn, l'archevêque Thomas Cranmer, le pape Paul III, et Sir Thomas More.
George Boleyn et le cardinal John Fisher ont quitté le casting récurrent.

### Troisième saison (2009)
1. Jeanne, reine d'Angleterre (Civil Unrest)
2. Le Pardon royal (The Northern Uprising)
3. Trahison (Dissension and Punishment)
4. La Fin d'une reine (The Death of a Queen)
5. Le Sans Pareil (Problems in the Reformation)
6. Tractations matrimoniales (Search For a New Queen)
7. Un roi désenchanté (Protestant Anne of Cleves)
8. Plus dure sera la chute (The Undoing of Cromwell)

Cette saison voit le départ de cinq des personnages principaux : Thomas Cromwell, la reine Jeanne Seymour, Sir Francis Bryan, Robert Aske, et le cardinal Othon de Waldbourg, pour des raisons historiques et scénaristiques.

### Quatrième saison (2010)
1. Nouvelle jeunesse (Moment of Nostalgia)
2. Telle une rose sans épine (Sister)
3. Douce petite folle (Something for You)
4. Conduite outrageuse (Natural Ally)
5. Peine royale (Bottom of the Pot)
6. Nouvelles alliances (You Have My Permission)
7. Le Siège de Boulogne (Sixth and the Final Wife)
8. Le Bout du tunnel (As It Should Be)
9. Une reine en danger (Secrets of the Heart)
10. Être et ne plus être (Death of a Monarchy)

Pour cette dernière saison, les cinq personnages principaux suivants n'atteindront pas le dernier épisode de la série, pour des raisons historiques et scénaristiques, à savoir : Charles de Marillac, Anne de Clèves, Thomas Culpeper, Catherine Howard, et Henry Howard.
Du casting principal de la série, seuls : Henri VIII, la reine Catherine Parr, Charles Brandon, et Edward Seymour atteignent le dernier épisode de cette quatrième saison. Pour le casting récurrent, les trois enfants du roi (Marie, Élisabeth et Édouard) restent également jusqu'au dixième épisode.
Le dernier épisode de la série voit le retour des trois premières femmes d'Henri VIII : les reines Catherine d'Aragon, Anne Boleyn et Jeanne Seymour, qui lui apparaissent sous forme de fantômes durant ces derniers jours de vie.
Notons également les apparitions, dans les souvenirs du roi, de divers personnages de la série, grâce à des extraits d'épisodes précédents : le cardinal Thomas Wolsey, Sir Thomas More, Thomas Cromwell, Anne de Clèves, et Catherine Howard.

## Libertés historiques
S'agissant d'une fiction historique, le scénario de la série The Tudors a pris de nombreuses libertés par rapport à la réalité historique. Plusieurs faux raccords importants peuvent également être relevés au cours des différentes saisons.

### Saison 1
- Dans l'épisode 1, Elizabeth Blount, maîtresse du roi, déclare que son mari est jaloux de sa relation extra-conjugale. Or, elle n'a été mariée qu'après la fin de sa liaison avec le roi.
- Toujours dans l'épisode 1, il est rapporté au cardinal Thomas Wolsey que le pape Alexandre se meurt. Or, il s'agissait probablement à cette période de la mort du pape Adrien VI, décédé en 1523.
- Le personnage d'Anne Stafford, ou Anne Buckingham-Hastings, interprétée par Anna Brewster (épisodes 1 et 2), est présentée dans la série comme étant la fille d'Edward Stafford, alors qu'il s'agit de sa sœur. De plus, Anne Stafford a été la maîtresse d'Henry VIII et de Sir William Compton, et non de Charles Brandon.
  - Enfin, une seconde actrice interprète le personnage plus tard dans la saison (Rachel Kavanagh) décrit comme l'épouse de Compton. Anne Stafford était pourtant mariée à Francis Hastings.
- Durant l'épisode 2, Anne Boleyn et sa sœur Mary Boleyn rentrent en Angleterre, alors qu'elles étaient présentes à la cour de France avec leur père. En réalité, Anne a été rappelée à la cour d'Henri VIII trois ans après sa sœur, et non simultanément.
- Dans l'épisode 3, Charles Quint apparaît avec un physique et un accent espagnol alors que la langue maternelle de l'empereur était le français. Il n'a découvert l'Espagne qu'en 1517.
  - La même approximation se retrouve à propos de son ambassadeur, Eustache Chapuys originaire d'Annecy, et pourtant représenté avec un fort accent espagnol.
- L'épisode 3 voit également l'introduction du personnage de la princesse Margaret Tudor, sœur du roi Henri VIII. Or, ce dernier avait bien deux sœurs, dont le personnage est une combinaison.
  - En effet, la série raconte des éléments de la vie de Marie Tudor, sœur cadette du roi qui se maria ensuite à Charles Brandon. Ce mariage est d'ailleurs censé avoir lieu cinq ans avant le début de la série.
  - Le personnage porte ici le nom de Margaret, la sœur aînée. Pour les scénaristes, il s'agissait d'éviter toute confusion avec la fille d'Henri VIII, Marie.
- Dans l'épisode 4, Margaret épouse le roi du Portugal, vieux et goutteux, qu'elle tue peu après et qui correspond à Manuel 1er. L'épisode est en grande partie fictif et évoque plutôt le mariage de Marie avec Louis XII, roi de France souffrant de goutte, mort trois mois après.
  - Les évènements racontés durant cet épisode semblent se rapporter au mariage de Manuel 1er, roi du Portugal, à Éléonore de Habsbourg qui fut contrainte par son frère de l'épouser, à l'âge de 20 ans, en 1518.
  - La série n'inclut donc pas le roi de France Louis XII, mais directement son successeur François 1er.
- Dans l'épisode 5, le jeune compositeur Thomas Tallis cède aux avances amoureuses de Sir William Compton. Rien ne semble historiquement attester que Tallis et Compton aient pu être bisexuels.
- À la fin de l'épisode 5, le fils illégitime d'Henri VIII, Henry FitzRoy décède de la suette, vers l'âge de trois ans comme il est montré dans la série. Cependant, Henry FitzRoy est mort à 17 ans et a eu le temps de se marier avec Mary FitzRoy.
- Il est également évoqué une coucherie entre Henri VIII et Marguerite de Navarre, sœur de François Ier , ce qui est un évènement inventé puisque la reine de Navarre n'était pas connue pour avoir des amants et elle était proche de son frère, alors en mauvais termes avec le roi d'Angleterre.
- Dans le dernier épisode de la saison 1, Thomas Wolsey se suicide dans sa cellule après son arrestation. Toutes les sources affirment qu'il est mort d'épuisement lors de son transfert vers Londres.
  - Notons que les scénaristes semblent insinuer par le dialogue entre le roi Henri VIII et Cromwell, après le suicide de Wolsey, que la version officielle de sa mort a été inventée afin de ne pas nuire à sa réputation.
- La saison 1 est la seule à voir apparaître Thomas Howard, le duc de Norfolk, bien que ce dernier ait été historiquement mêlé aux événements relatés dans les saisons subséquentes.
  - Le duc de Norfolk ayant notamment joué un rôle durant la disgrâce des Boleyn (saison 2) et a participé à la répression du pèlerinage de Grâce (saison 3).

### Saison 2
- Durant la saison 2, le pape Paul III est introduit et semble être une fusion partielle des papes Clément VII et Paul III : c'est en effet Clément VII qui a excommunié Henry VIII le 11 juillet 1534, et non Paul III.
  - Paul III évoque également l'ordre des Jésuites avant le couronnement d'Anne Boleyn, en 1533. Les Jésuites n'ont été reconnus par Paul III qu'à partir de 1540.
- Dans l'épisode 1, l'ambassadeur Eustache Chapuys recrute William Brereton afin qu'il puisse se débarrasser d'Anne Boleyn. Tout au long de la première moitié de la saison 2, William Brereton tentera alors d'assassiner Anne Boleyn, notamment durant son couronnement. Cette intrigue a été inventée pour les besoins de la série.
- Dans l'épisode 2, Henri VIII et Anne Boleyn se promènent dans un parc enneigé et passent devant la Vénus de Milo, qui n'a été découverte qu'en 1820, soit près de 300 ans plus tard.
- Dans l'épisode 8, Jeanne Seymour arrive à la Cour afin de devenir une des dames d'honneur de la reine Anne Boleyn. À ce moment de la série, nous sommes en janvier 1536, juste après la mort de Catherine d'Aragon. Dans la réalité, Jeanne Seymour était déjà présente à la Cour dès 1532, et servait alors la reine Catherine.
- Dans l'épisode 9, il est reporté qu'Anne Boleyn aurait commis des actes d'adultère avec son frère George, le musicien Mark Smeaton, Sir Henry Norris, et William Brereton. Or, Francis Weston n'apparaît pas et n'est pas évoqué dans la série, alors qu'il faisait partie des hommes accusés.

### Saison 3
- Dans l'épisode 4, la reine Jeanne Seymour se trouve prise de forte fièvre peu de temps après la naissance de son fils. Henri VIII reconnaîtra ici la fameuse fièvre puerpérale, responsable de la mort de sa mère comme il le dit lui-même. Or, le terme de fièvre puerpérale ne sera inventé qu'au XVIIe siècle par le médecin anglais Thomas Willis, donc bien après la mort de Jeanne Seymour en 1537.
- Durant l'épisode 6, les ambassadeurs anglais sont invités à la Cour du Duc de Clèves. Cependant, les armoiries présentes sur les murs sont celles du royaume de Prusse, fondé en 1701, et non des duchés unis de Juliers-Clèves-Berg.
- Dans ce même épisode, Margaret Pole (comtesse de Salisbury), son fils Henry Pole (Lord Montagu), et son petit-fils Winifred Pole sont tous les trois emprisonnés à la Tour de Londres et exécutés. Dans les faits, ils ne sont pas morts la même année comme le montre la série.
  - En effet, Margaret et Winifred Pole sont morts respectivement en 1541 et en 1542. Quant à Lord Montagu, son exécution a eu lieu bien avant, en 1539.
- Encore durant l'épisode 6, lorsque le peintre Hans Holbein est envoyé pour peindre le portrait de Christine de Danemark, duchesse de Milan, la rencontre ne se déroule pas à Milan, mais bien dans le Dublin City Hall en Irlande, inauguré en 1769 et de style néoclassique.
- Dans l'épisode 7, Anne de Clèves est introduite à la Cour et parle anglais, ce qui n'était pas le cas dans la réalité lorsqu'elle est arrivée en Angleterre.
- Toujours dans l'épisode 7, Henri VIII présente ses filles Marie et Elizabeth à Anne de Clèves en tant que princesses. Mais les mariages de leurs mères respectives ayant été déclarés nuls, Marie et Elizabeth ne sont donc pas considérées comme portant le titre de princesse. Celles-ci ne seront réintégrées dans la succession qu'à partir du mariage d'Henri avec Catherine Parr, sa dernière épouse.
- Dans le dernier épisode de la série, Catherine Howard est présentée à Edward Seymour et Charles Brandon comme étant une parente éloignée de Thomas Howard, Duc de Norfolk. En vérité, Catherine Howard était sa nièce, tout comme elle était la cousine germaine d'Anne Boleyn.

### Saison 4
- Lors de son mariage avec Catherine Howard, alors âgée de seulement 17 ans, Henri VIII était déjà âgé de 49 ans et en très mauvaise condition physique, puisque obèse avec un ulcère purulent à la jambe. Or, dans la série, l'acteur Jonathan Rhys-Meyers garde une apparence plutôt jeune et svelte, contrastant avec la réalité de l'époque, et atténuant les circonstances de son mariage avec une si jeune personne qu'était Catherine Howard.
- Au cours de l'exécution de Jane Boleyn et de Catherine Howard, cette dernière est décapitée après Jane Boleyn. Or, en tant qu'ancienne reine et femme d'Henri VIII, Catherine a été exécutée la première.
- Dans l'épisode 6, Thomas Seymour rencontre Catherine Parr accompagnée de son second époux John Neville, Lord Latimer, dans le but de clamer l'innocence de Latimer au roi. Cependant, à l'époque où Catherine Parr rencontre Henri VIII, Lord Latimer était déjà décédé depuis plusieurs années.
- Durant le dernier épisode de la série, Henri VIII décide de faire peindre son portrait par Holbein, juste avant sa mort. Ces scènes entre le roi et le peintre se situent donc en 1547. Or, Hans Holbein était déjà décédé puisqu'il est mort en 1543.

## Accueil

### Critiques
La première saison, débutée le 1er avril 2007, était la première de la série Showtime la mieux cotée en trois ans. Le 23 mars 2008, le New York Times qualifiait Les Tudors de « drame historique sensuel… que les critiques pourraient ne pas apprécier, mais dont de nombreux téléspectateurs se délectent ».
Pour le Times, la série ne tient pas ses promesses et n'est pas « à la hauteur des grandes séries dramatiques que les chaînes de télévision câblée ont pu produire », en ce qu'elle « réduit drastiquement les conflits de cette époque en luttes simplistes pour le pouvoir personnel mêlées d'érotisme ». Selon le site de cotation Metacritic, la série avait 64⁄100 de critiques favorables pour la première saison, 68⁄100 pour la deuxième saison, 74⁄100 pour la troisième saison et 63⁄100 pour la quatrième.

### Audiences

#### Aux États-Unis
| Saison | Nombre d’épisodes | Diffusion originale | Diffusion originale | Diffusion originale | Diffusion originale            |
| Saison | Nombre d’épisodes | Années              | Début de saison     | Fin de saison       | Audience moyenne (en millions) |
| ------ | ----------------- | ------------------- | ------------------- | ------------------- | ------------------------------ |
| 1      | 10                | 2007                | 1er avril 2007      | 10 juin 2007        | 5,22                           |
| 2      | 10                | 2008                | 30 mars 2008        | 1er juin 2008       | NC                             |
| 3      | 8                 | 2009                | 5 avril 2009        | 24 mai 2009         | NC                             |
| 4      | 10                | 2010                | 11 avril 2010       | 20 juin 2010        | 7,90                           |

## Distinctions

### Récompenses
- 6th Irish Film & Television Awards :
  - meilleure série dramatique ;
  - meilleur directeur dans une série dramatique pour Ciaran Donnelly ;
  - meilleur acteur dans un second rôle dans une série dramatique pour Peter O'Toole ;
  - meilleure actrice dans un second rôle dans une série dramatique pour Maria Doyle Kennedy ;
  - meilleur costume design pour Joan Bergin ;
  - meilleure coiffure pour Sharon Doyle et Dee Corcoran.
- 59e cérémonie des Primetime Emmy Awards :
  - meilleur costume dans une série ;
  - meilleur générique.
- 8th Irish Film & Television Awards :
  - meilleure série dramatique ;
  - meilleur costume design pour Joan Bergin ;
  - meilleure coiffure pour Tom McInerney et Dee Corcoran.

### Nominations
- 65e cérémonie des Golden Globes :
  - Meilleure série dramatique
  - Meilleur acteur dans une série dramatique pour Jonathan Rhys-Meyers
- 6th Irish Film & Television Awards :
  - Meilleur acteur dans une série dramatique pour Jonathan Rhys-Meyers
  - Meilleure production design pour Tom Conroy
- 59e cérémonie des Primetime Emmy Awards :
  - Meilleure direction artistique pour une série à une seule caméra pour l'épisode La paix universelle ? (In Cold Blood)
  - Meilleur casting dans une série dramatique
- 7th Irish Film & Television Awards :
  - Meilleur costume design pour Joan Bergin
  - Meilleure coiffure pour Sharon Doyle et Dee Corcoran
  - Meilleure production design pour Tom Conroy
  - Meilleure série dramatique
  - Meilleur directeur dans une série dramatique pour Ciaran Donnelly
  - Meilleur acteur dans une série dramatique pour Jonathan Rhys-Meyers
- 8th Irish Film & Television Awards :
  - Meilleur acteur dans une série dramatique pour Jonathan Rhys-Meyers
  - Meilleure actrice dans un second rôle dans une série dramatique pour Sarah Bolger
  - Meilleure production design pour Tom Conroy